# Maicol León
Maicol Andrés León Muñoz (Santiago del Cile, 9 giugno 2003) è un calciatore cileno, centrocampista dell'Huachipato.

## Carriera

### Club
León è cresciuto nel settore giovanile del Palestino dove ha debuttato il 21 maggio 2021 nell'incontro di Coppa Sudamericana perso 3-1 contro il Newell's Old Boys. L'8 febbraio 2022 ha firmato il suo primo contratto professionistico ed il 5 novembre dello stesso anno ha segnato il suo primo gol in carriera in Primera División contro l'Huachipato.
Rimasto svincolato a fine 2023, nel gennaio del 2024 ha firmato con l'Huachipato.

### Nazionale
Nel gennaio del 2023, è stato incluso dal selezionatore Patricio Ormazábal nella lista dei convocati della nazionale Under-20 per il Campionato sudamericano di calcio Under-20 2023 organizzato in Colombia.

## Statistiche
Statistiche aggiornate al 26 aprile 2024.

### Presenze e reti nei club
| Stagione        | Squadra         | Campionato      | Campionato | Campionato | Coppe nazionali | Coppe nazionali | Coppe nazionali | Coppe continentali | Coppe continentali | Coppe continentali | Altre coppe | Altre coppe | Altre coppe | Totale | Totale | Totale |
| Stagione        | Squadra         | Comp            | Pres       | Reti       | Comp            | Pres            | Reti            | Comp               | Pres               | Reti               | Comp        | Pres        | Reti        | Pres   | Reti   |        |
| --------------- | --------------- | --------------- | ---------- | ---------- | --------------- | --------------- | --------------- | ------------------ | ------------------ | ------------------ | ----------- | ----------- | ----------- | ------ | ------ | ------ |
| 2021            | Palestino       | A               | 3          | 0          | CC              | 6               | 0               | CS                 | 2                  | 0                  |             | -           | -           | 11     | 0      |        |
| 2022            | Palestino       | A               | 1          | 1          | CC              | 0               | 0               |                    | -                  | -                  |             | -           | -           | 1      | 1      |        |
| 2023            | Palestino       | A               | 10         | 0          | CC              | 0               | 0               | CS                 | 5                  | 0                  |             | -           | -           | 15     | 0      |        |
| 2024            | Huachipato      | A               | 0          | 0          | CC              | 0               | 0               |                    | -                  | -                  |             | -           | -           | 0      | 0      |        |
| Totale carriera | Totale carriera | Totale carriera | 14         | 1          |                 | 6               | 0               |                    | 7                  | 0                  |             | -           | -           | 27     | 1      |        |